# 朱陸豪
朱陸豪（1954年1月5日—），本名朱家福，臺灣京劇、歌仔戲、影視演員，歌仔戲導演，母親為臺灣新竹竹東客家人，父親來自南京。早期在京劇中因扮演孫悟空而聞名，一連演了22年、超過5百場的演出，在《美猴王大鬧天宮》之後，於2004年宣布不再演出美猴王。

## 生平
朱陸豪自9歲進中華民國陸軍陸光劇隊陸光劇藝實驗學校，學習京劇表演藝術，第一屆「陸」字科出身，武生。
劇校畢業后，入中華民國海軍陸戰隊服役，任飛馬豫劇隊（現在的臺灣豫劇團）學生班武打教師。
國立台灣藝術學院（現在的國立台灣藝術大學，以前的國立台灣藝術專科學校）戲劇學系中國戲劇組畢業。
曾到菲律賓、日本、美國、奧地利、西班牙、義大利、法國、德國、巴西、捷克等許多國家表演京劇。
他的行當是武老生（武生，重武打動作身段的老生），善演這個行當最有代表性的孫悟空（猴戲通常是武生行當）、西楚霸王項羽、林沖和陸文龍等角色。
曾在陸光劇隊工作多年（期間得過中華民國國防部頒發的京劇獎項），1995年國立國光劇團（京劇隊）成立時，為一等演員（另外三位是高蕙蘭、唐文華、魏海敏）。

## 戲劇作品

### 電視劇
| 年 度  | 劇 名                    | 飾 演                        |
| ------ | ------------------------ | ---------------------------- |
| 2000年 | 將軍碑                   |                              |
| 2002年 | 美麗人生                 | 張儒俊                       |
| 2004年 | 油桐花之戀               | 徐永東                       |
| 2004年 | 寒夜續曲                 | 劉阿漢                       |
| 2004年 | 赴宴                     | 老單                         |
| 2005年 | 孤戀花                   |                              |
| 2005年 | 金色摩天輪               | 局長                         |
| 2006年 | 窗外有蘭天               | 汪廣苑                       |
| 2006年 | 魯冰花                   | 古石松                       |
| 2006年 | 米可，GO！               | 黃明                         |
| 2006年 | 祖師爺的女兒             |                              |
| 2007年 | 別再叫我外籍新娘         |                              |
| 2007年 | 陽光下的足跡             | 蔡父                         |
| 2008年 | 花樹下的約定             | 朱甘                         |
| 2009年 | 遺落的玻璃珠             | 郭宏義                       |
| 2009年 | 春風伴我行               | 方純全                       |
| 2009年 | 柿子紅了                 | 范永平                       |
| 2009年 | 我在1949，等你(2009時期) | 老馬                         |
| 2009年 | 青梅竹馬                 | 馬耀祖                       |
| 2010年 | 帶子英雄                 | 吳亞昌                       |
| 2010年 | 新兵日記                 | 石國忠                       |
| 2010年 | 泡沫之夏                 | 江父                         |
| 2011年 | 何處是我家               | 龐大志                       |
| 2011年 | 新兵日記之特戰英雄       | 石國忠                       |
| 2011年 | 戀戀阿里山               | 柳白                         |
| 2011年 | 料理情人夢               | 何新民                       |
| 2011年 | 美味滿樓                 | 阿良                         |
| 2012年 | 愛的微光                 | 洪致意                       |
| 2012年 | 正義的化身               | 張父                         |
| 2011年 | 陽光天使                 | 派恩                         |
| 2012年 | 給愛麗絲的奇蹟           | 藍尚河                       |
| 2013年 | 愛在陽光下               | 陳永栽                       |
| 2013年 | 飛越·龍門客棧            | 柳維德                       |
| 2014年 | 神仙·老師·狗             | 莊父                         |
| 2014年 | 在河左岸                 | 年叔                         |
| 2014年 | 女人30情定水舞間         | 王大千                       |
| 2013年 | 家有Mr.J                 | 方父                         |
| 2013年 | 阿婆的夏令營             | 藍蘋阿公                     |
| 2014年 | 謊言遊戲                 | 高鵬翔                       |
| 2015年 | 新世界                   | 沈有福                       |
| 2015年 | 孤獨的美食家             | 里長                         |
| 2015年 | 哇！陳怡君               | 江邊                         |
| 2015年 | 落日                     | 楊百川                       |
| 2016年 | 700歲旅程                | 陳必先                       |
| 2015年 | 料理高校生               | 方明凱                       |
| 2016年 | 我和我的十七歲           | 何父                         |
| 2017年 | 麻醉風暴2                | 衛福部次長 吳偉胤 後升任部長 |
| 2017年 | 魔幻對決                 | 藍添揚                       |
| 2018年 | 微笑。淚                 | 郭董                         |
| 2018年 | 人際關係事務所           | 威大叔                       |
| 2018年 | 宅急變                   | 周醫師                       |
| 2019年 | 一千個晚安               | 程懷展                       |
| 2019年 | 生死接線員               | 孫展華                       |
| 2019年 | 最佳利益                 | 張才盛                       |
| 2019年 | 天堂的微笑               | 柳維德                       |
| 2019年 | 畸零地                   | 建華父親                     |
| 2020年 | 我的婆婆怎麼那麼可愛     | 鄭天安                       |
| 2021年 | 茶金                     | 阿土師（羅土生）             |
| 2023年 | 暗夜微光                 | 姜貴勇                       |
| 2023年 | 台灣犯罪故事－黑潮之下   | 高國展                       |

### 電影
| 上映年份 | 電影名稱               | 飾演             | 導演   |
| 1997年   | 子彈大餐               |                  |        |
| 1998年   | 頑童寶寶               |                  |        |
| 1998年   | 陽陽                   |                  | 鄭有傑 |
| 2011年   | 痞子英雄首部曲全面開戰 | 警政署長黃宇明   | 蔡岳勳 |
| 2012年   | 女孩壞壞               | 丹爸，阿丹的爸爸 | 翁靖廷 |
| 2014年   | 痞子英雄2：黎明再起    | 警政署長 黃宇明  | 蔡岳勳 |
| 2018年   | 引爆點                 | 高偉             | 莊景燊 |
| 2022年   | 初戀慢半拍             | 老吳             | 陳駿霖 |

### 音樂劇/舞台劇
- 1996-2012年 《京劇啟示錄》飾演 大師兄 (屏風表演班)
- 2004年《舞者阿月：台灣舞蹈家蔡瑞月的生命傳奇》飾演 雷石榆 （國家戲劇院）
- 2010年 《預言》(台灣戲劇表演家劇團)
- 2012年 《台北爸爸妞約媽媽》(國家戲劇院)
- 2013年 《山海經傳》飾演 黃帝(國家戲劇院)
- 2013年  張正傑《大提琴變變變》演奏會 飾演 美猴王
- 2014年 《山海經傳》飾演 黃帝(國家戲劇院)
- 2014年  張正傑《大提琴變變變》演奏會 飾演 美猴王
- 2019年 《七十三變》(故事工廠)
- 2024年《男言之隱》(故事工廠)

### MV
- 2013年 黃乙玲《惦在你身邊》
- 2017年 羅大佑《同學會》

## 獲獎與提名

### 電視金鐘獎
| 年份 | 獲提名                   | 獎項                 | 結果 |
| ---- | ------------------------ | -------------------- | ---- |
| 2004 | 《寒夜續曲》             | 戲劇類男配角獎       | 獲獎 |
| 2006 | 《大愛劇場－窗外有蘭天》 | 戲劇節目最佳男主角獎 | 提名 |

### 傳藝金曲獎
| 年份 | 獲提名                 | 獎項                 | 結果 |
| ---- | ---------------------- | -------------------- | ---- |
| 2023 | 《問樵鬧府．打棍出箱》 | 戲曲表演類最佳演員獎 | 提名 |

## 資料來源
1. ↑  紀慧玲. . 民生報. 2004-01-04  [2014-03-03]. （原始内容存档于2020-07-31）.
2. ↑  六小齡童V.S朱陸豪　兩岸「美猴王」同台互尬演技 （页面存档备份，存于），ETtoday，2018-07-13

## 外部連結
- 朱陸豪的Facebook專頁
- 朱陸豪在香港影庫上的簡介